# Les Zozos
Pour les articles homonymes, voir Zozo (homonymie).
Pour plus de détails, voir Fiche technique et Distribution.
Les Zozos est un film français réalisé par Pascal Thomas, sorti en 1972.
Certains acteurs et personnages apparaissent dans le court-métrage Le poème de l'élève Mikovsky tourné en 1971 dans le même lycée. Mikovsky devient Vénus dans le long-métrage et Paringaux se nommait Marceau, les interprètes étant les mêmes.

## Synopsis
Frédéric et François sont deux jeunes lycéens en internat. Petits amis de deux jeunes françaises pas assez entreprenantes à leur goût, qu'ils surnomment "les pisseuses", et entourés à l'internat d'une bande de jeunes mâles prétentieux prêts à raconter n'importe quelle anecdote afin de passer pour des séducteurs, ils se mettent en tête de rallier la Suède en auto-stop afin de découvrir des femmes plus faciles que les Françaises, et de pouvoir raconter aux camarades d'internat leurs nombreuses conquêtes. Mais en véritables zozos à peine sortis de leur nid, ils aborderont avec timidité et hésitation leur nouvel habit de dragueurs.

## Fiche technique
- Titre : Les Zozos
- Réalisation : Pascal Thomas, assisté de Laurent Ferrier
- Scénario : Pascal Thomas (scénario, adaptation) et Roland Duval (scénario et adaptation)
- Photographie : Colin Mounier
- Son : Pierre Lenoir
- Musique : Vladimir Cosma
- Production : Albina Productions - Les Films du Chef Lieu
- Année : 1972
- Pays d'origine :  France
- Genre : comédie
- Durée : 110 minutes (1 h 50)
- Dates de sortie :
  -  France : 11 janvier 1973

## Distribution
- Frédéric Duru : Frédéric
- Edmond Raillard : François
- Virginie Thévenet : Martine
- Annie Colé : Elisabeth
- Jean-Marc Cholet : Paringaux
- Jean-Claude Antezack : Vénus
- Patrick Colé : Raymond
- Thierry Robinet : Thomas
- Patrice Tremblin : La Musique
- Caroline Cartier : Nelly
- Daniel Ceccaldi : L'oncle Jacques
- Jacques Debary: Le surveillant général
- Serge Rousseau : Le Professeur
- Birgitta Klerk : La Fille du Pasteur
- Marie-Louise Donner : Marie-Louise
- Tove Nilsson : Tove
- Pierre Lenoir (ingénieur du son) : le Suédois jaloux

## Production

### Tournage

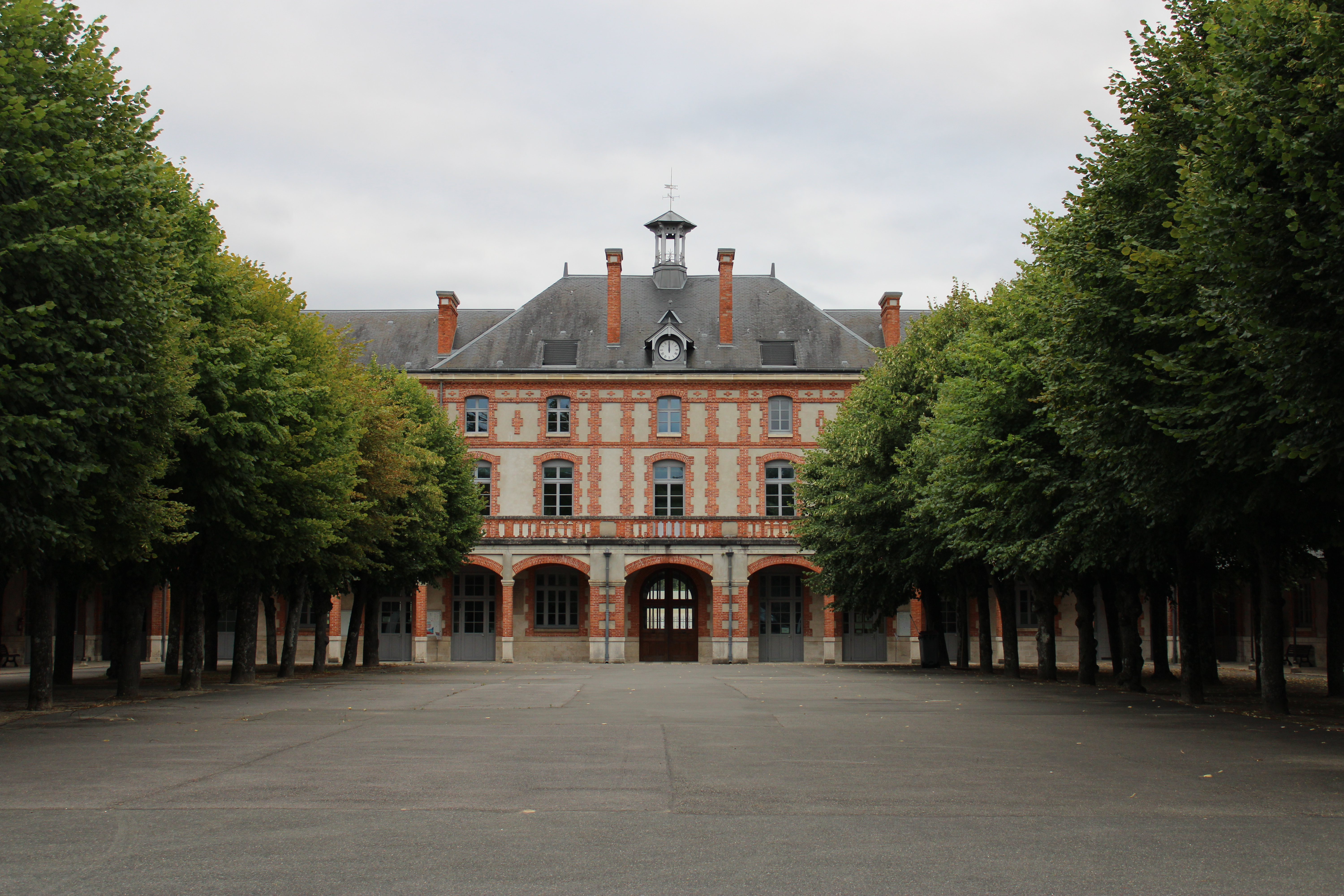
Vue de la cour intérieure du lycée François-Ier

Le tournage s'est en grande partie déroulé au lycée François-Ier de Fontainebleau.

## Bande originale
L'album de la bande originale contient les musiques composées pour le film.
| Liste des titres | Liste des titres         | Liste des titres | Liste des titres | Liste des titres | Liste des titres | Liste des titres | Liste des titres | Liste des titres | Liste des titres |
| No               | Titre                    | Durée            |                  |                  |                  |                  |                  |                  |                  |
| ---------------- | ------------------------ | ---------------- | ---------------- | ---------------- | ---------------- | ---------------- | ---------------- | ---------------- | ---------------- |
| 1.               | Tango des zozos          | 3:37             |                  |                  |                  |                  |                  |                  |                  |
| 2.               | Zozo's One Step          | 2:45             |                  |                  |                  |                  |                  |                  |                  |
| 3.               | Quand l'école sera finie | 3:17             |                  |                  |                  |                  |                  |                  |                  |
| 9:39             |                          |                  |                  |                  |                  |                  |                  |                  |                  |